# Cerradomys
A Cerradomys az emlősök (Mammalia) osztályának rágcsálók (Rodentia) rendjébe, ezen belül a hörcsögfélék (Cricetidae) családjába tartozó nem.
A Cerradomys-fajokat korábban az Oryzomys nembe sorolták.

## Rendszerezés
A nembe az alábbi 7 faj tartozik:
- Cerradomys goytaca Tavares, Pessôa & Gonçalves, 2011
- Cerradomys langguthi Percequillo et al., 2008
- Cerradomys maracajuensis (Langguth & Bonvicino, 2002) - korábban Oryzomys maracajuensis
- Cerradomys marinhus (Bonvicino, 2003) - korábban Oryzomys marinhus
- Cerradomys scotti (Langguth & Bonvicino, 2002) - korábban Oryzomys scotti
- Cerradomys subflavus (Wagner, 1842) - típusfaj; korábban Oryzomys subflavus
- Cerradomys vivoi Percequillo, Hingst-Zaher, & Bonvicino, 2008